# 장서윤
장서윤(2008년 6월 9일 ~ )은 대한민국의 농구 선수이다. 분당경영고등학교 농구부 소속으로 포지션은 센터이다.